# أدريانا فينيري
أدريانا فينيري (من مواليد 9 يناير 1939) أكاديمية ومحامية وسياسية إيطالية.
ولدت في تريفيزو وتخرجت في القانون، وأصبحت محامية وأستاذة القانون العام في جامعة كا فوسكاري في البندقية. دخلت مجلس النواب لأول مرة في عام 1992 كعضو في الحزب الديمقراطي لليسار، وبقيت هناك حتى عام 2001 لثلاث هيئات تشريعية متتالية.
كانت عضوا في الهيئات البرلمانية التالية: لجنة التفويض بالمضي قدما، ولجنة الشؤون الدستورية، واللجنة البرلمانية لإجراءات الادعاء.
في مايو 1996 تم تعيينها وكيلة وزارة الداخلية في حكومة رومانو برودي. المنصب عقد أيضا في الحكومة الأولى لماسيمو داليما. في 30 ديسمبر 1999 في حكومة داليما الثانية تم تعيينها وكيلة وزارة الخارجية لرئاسة مجلس الوزراء.